# Technik (Schulfach)
Das Fach Technik ist ein eigenständiges Unterrichtsfach. In einigen Bundesländern gehört es jedoch in der Sekundarstufe I zusammen mit den Fächern Wirtschaftslehre und Hauswirtschaft zum Lernbereich Arbeitslehre.

## Technikunterricht an Sekundarschulen
In den Gesamtschulen der Bundesländer Nordrhein-Westfalen und Rheinland-Pfalz gehört das Fach Technik zum allgemeinen Fächerkanon. In der gymnasialen Oberstufe von Gesamtschulen und Gymnasien in Nordrhein-Westfalen ist Technik ein Fach im Wahlpflichtangebot mit der Möglichkeit, Grund- und auch Leistungskurse einzurichten. Es kann als schriftliches Fach mit Zentralabitur oder als mündliches Abiturfach belegt werden.
In Hauptschulen in Niedersachsen, Nordrhein-Westfalen und Rheinland-Pfalz ist es Bestandteil des Fächerkanons und in Realschulen wird es im Wahlpflichtbereich angeboten. In Sachsen-Anhalt ist das Fach Technik in der Sekundarstufe I Pflichtfach und in der Sekundarstufe II ein Wahlpflichtfach an allen Sekundarschulen. In der Regel wird es an Haupt- und Gesamtschulen epochal in verschiedenen Jahrgangsstufen unterrichtet. Auch in der Sekundarstufe II wird an immer mehr Schulen das Fach Technik unterrichtet.
In Deutschland wird das Fach Technik auch an einigen Gesamtschulen als Wahlpflichtfach unterrichtet. Dem Fach Technik liegt eine umfangreiche Technikdidaktik zu Grunde.
Als Ziel verfolgt dieses Fach, dass Schüler
- Grundlegende technische Prinzipien kennen, anwenden und reflektieren können,
- technische Berufe und ihre Arbeitsfelder und Tätigkeiten kennenlernen,
- Auswirkungen und Einfluss von Technik auf Mensch und Umwelt erkennen und bewerten,
- Probleme erkennen und Möglichkeiten finden, sie mit Hilfe von Technik zu lösen.

## Erweiterter Technikunterricht an Technischen Gymnasien
Auf dem Technischen Gymnasium wird das Fach Technik in verschiedene Fachrichtungen aufgespalten:
- Maschinenbau
- Werkstoffkunde
- Statik
- Elektrotechnik / Digitaltechnik
- Umwelttechnik
- Gestaltungs- und Medientechnik[1]

Dabei werden die einzelnen Technikfächer gemäß ihrer Stundenzahl in der Techniknote verrechnet.